# Kees Holierhoek
Kees Holierhoek, né le 14 octobre 1941 à Delft, est un écrivain et scénariste néerlandais.

## Filmographie
- 1977 : Soldier of Orange de Paul Verhoeven[2]
- 1983 : Black Rider de Wim Verstappen[3]